# Fedra (película de 1962)
Fedra (en inglés, Phaedra, en griego Φαίδρα) es un drama grecoestadounidense de 1962 dirigido por Jules Dassin para lucimiento de compañera (y futura mujer) Melina Mercouri, después de su taquillazo Nunca en domingo.
Este film sería la cuarta colaboración entre Dassin y Mercouri, que protagonizaba la película. La escritora griega Margarita Liberaki adaptó el clásico de Euripides' Hipólito hacia un melodrama sobre una rica familia propietaria de una naviera, pero unos acontecimientos trágicos acechan a la familia.

## Argumento
Thanos, un rico armador griego y padre de Alexis, se casa en segundas nupcias con una mujer un poco más joven que él, la hermosa y apasionada Fedra. Así conoce a Alexis de la que cae profundamente enamorada.

## Reparto
- Melina Mercouri: Fedra
- Anthony Perkins: Alexis
- Raf Vallone: Thanos
- Élisabeth Ercy: Ercy
- Olympia Papadouka: Anna
- Zorz Sarri: Ariadne
- Andreas Filippides: Andreas
- Jules Dassin: Christo
- Marc Bohan: él mismo
- Tassó Kavadía

## Producción
El film fue grabado en París, Londres y la isla griega de Hidra. El film fue un éxito en Europa pero un fracaso en Estados Unidos. Aunque Mercouri y Perkins se hicieron muy amigos durante el rodaje, revistas como Esquire, atacaron la cinta por la vulnerabilidad de Perkins. Fedra fue la primera de las numerosas películas donde Perkins compartió cartel con estrellas femeninas mayores que él. 

## Premios y distinciones
Premios Óscar
| Año  | Categoría                        | Persona         | Resultado |
| ---- | -------------------------------- | --------------- | --------- |
| 1963 | Mejor vestuario - Blanco y negro | Denny Vachlioti | Nominado  |

- 1963: Globo de Oro a la mejor actriz dramática por Melina Mercouri
- 1963: BAFTA a la mejor película por Jules Dassin
- 1963: BAFTA a la mejor actriz extranjera por Melina Mercouri